# دیدن (مجموعه تلویزیونی)
دیدن (انگلیسی: See) مجموعهٔ تلویزیونی آمریکایی در ژانر علمی–تخیلی درام به تهیه‌کنندگی و پخش اپل تی‌وی پلاس است. این سریال با بازی جیسون موموآ در نقش اصلی همراه است. فیلمنامه دیدن توسط استیون نایت نگاشته شده و به‌وسیلهٔ فرانسیس لارنس کارگردانی شده‌است. فصل اول مجموعه از ۱ نوامبر ۲۰۱۹، به تعداد هشت قسمت پخش شد. فصل سوم و آخر در سال ۲۰۲۲ به اتمام رسید. نظرات منتقدان به این مجموعه عموماً ضد و نقیض بود.

## داستان

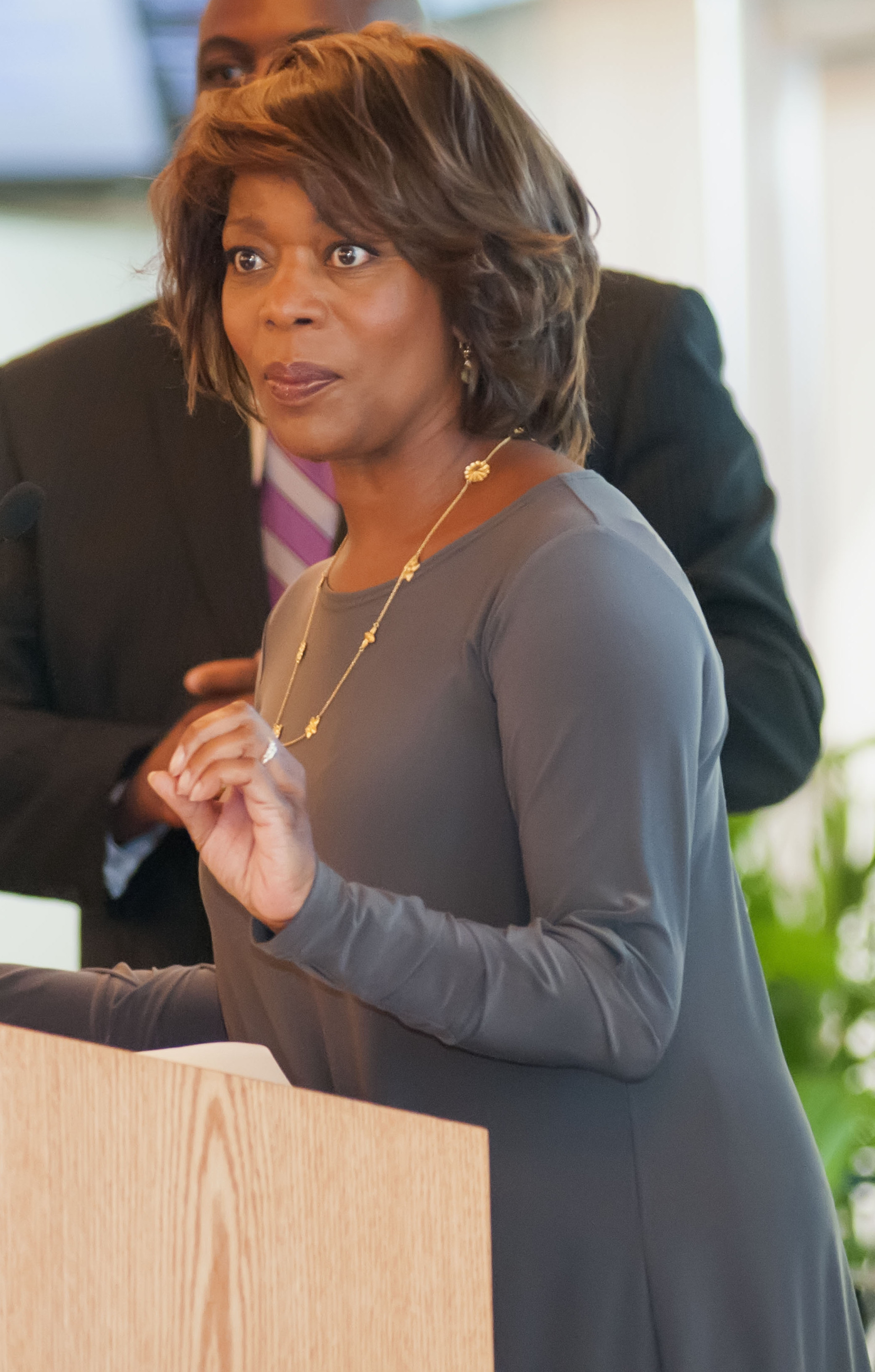
مرتبط

در اوایل قرن ۲۱ کره زمین آلوده به ویروسی مرگبار می‌شود و جمعیت انسان‌ها به زیر ۲ میلیون نفر کاهش می‌یابد؛ ۲ میلیون نفری که اگرچه زنده مانده‌اند ولی قدرت بینایی خود را از دست داده و کور شده‌اند. کوری به‌صورت موروثی به نسل‌های بعد انتقال پیدا می‌کند و چند قرن پس از این رویداد، انسان‌ها به زندگی قبیله‌ای بازگشته‌اند. جامعهٔ نو تلاش می‌کند راه‌هایی برای زنده‌ماندن و شکار در حالت نابینایی پیدا کند. در این حال، همسر یک جنگجوی کور به نام بابا واس، از مردی دیگر دوقلوهایی را به دنیا می‌آورد که توان بینایی دارند. بینایی در بین انسان‌های این زمان، جرمی است نابخشودنی که مرگ تاوان آن است و آن‌ها اعتقاد دارند که روشنایی فقط مخصوص خداست.

## بازیگران
- جیسون موموآ در نقش بابا واس، رهبر قبیلهٔ آلکِنی، همسر ماگرا، پدرخوانده هانیوا و کوفون
- الفری وودارد در نقش پاریس، یک ارشد خردمند و از اعضای قبیلهٔ آلکِنی
- هرا هیلمار در نقش ماگرا، یک تازه‌وارد به قبیلهٔ آلکِنی، مادر کوفون و هانیوا، و همسر بابا واس
- سیلفیا هوکس در نقش ملکه کین، فرمانروای پادشاهی پایا
- کریستیان کامارگو در نقش تاماکتی جون، ژنرال جادوگریاب و رهبر ارتش ملکه کین
- جاشوآ هنری در نقش جرلامارل، پدر واقعی هانیوا و کوفون، بنیان‌گذار خانه روشنایی
- آرچی مَدِکو در نقش کوفون، پسر ماگرا و جرلامارل که توانایی دیدن دارد
- نستا کوپر در نقش هانیوا، دختر ماگرا و جرلامارل که توانایی دیدن دارد
- موژان آریا در نقش گتر بکس، عضو غیرقابل اعتماد در آلکنی
- دیو باتیستا در نقش ژنرال ادو واس، رهبر تریوانتیس، برادر بابا واس